# Filosofem
Filosofem (с норв. — «философема») — четвёртый студийный альбом норвежского музыкального проекта Варга Викернеса Burzum. Он был записан в марте 1993 года и стал последней записью перед тем, как Варг Викернес был приговорён к тюремному заключению в 1994 году в связи с убийством гитариста и основателя группы Mayhem Евронимуса; однако альбом был выпущен только в январе 1996 года. Он был выпущен лейблом Misanthropy Records и собственным звукозаписывающим лейблом Викернеса Cymophane Productions. На песню «Dunkelheit» было снято музыкальное видео, которое получило эфирное время как на MTV, так и на VH1.
Альбом известен своим экспериментальным звучанием по сравнению с большинством других исполнителей блэк-метала второй волны. Сам Викернес назвал этот релиз «антитрендовым альбомом». Filosofem в широком кругу считается шедевром Burzum, сохраняя минималистскую перспективу и делая акцент на туманных звуковых ландшафтах.

## Предыстория записи

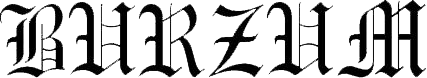
Логотип Burzum используемый между 1994 и 2009 годами.

Варг Викернес записал первые четыре альбома Burzum в период с января 1992 по март 1993 года в студии Grieghallen в Бергене. Тем не менее, релизы были распределены, и между выпуском каждого альбома проходило много месяцев. За это время Викернес стал частью ранней норвежской блэк-метал-сцены и познакомился с гитаристом группы Mayhem Евронимусом, и дебютный альбом Викернеса и последующий EP Aske были выпущены на лейбле Евронимуса Deathlike Silence Productions. Однако для выпуска последующих альбомов Викернес перешёл на свой собственный лейбл Cymophane, т.к. по его словам лейбл Евронимуса был никудышным и никак не помогал в раскрутке Burzum. Во время этого Викернес и другие члены норвежской блэк-метал сцены, входящие в так называемый «Чёрный круг», основателем которого был Евронимус, принимал участие в поджоге церквей на территории Норвегии. В течение 1992 года сгорело восемь церквей. Фотографию сгоревшей церкви в Фантофте, участие в поджоге которой Викернеса позднее не было доказано, Варг поместил на обложку EP Aske.

## Запись альбома
В марте 1993 года Варг Викернес вошёл в студию Grieghallen для записи Filosofem. Альбом был записан самыми простыми средствами и намеренно в плохих условиях, чтобы сохранить сырое lo-fi-звучание. Гитарный усилитель не использовался; вместо этого Викернес подключил свою гитару к усилителю стереосистемы своего брата и использовал старые фузз-педали и 1/4-дюймовый линейный вход для гитары. Для вокала он попросил у звукооператора самый плохой микрофон, который у него был, и в итоге использовал старую вертолётную гарнитуру со встроенным микрофоном. Тем не менее, альбом имеет хорошее качество производства. Таким образом, Викернес выступал против музыки своего времени, которая, напротив, стремилась быть идеальной во всем.

Во время записи «Filosofem» я вообще не использовал гитарный усилитель, а применил высококачественную стереофоническую систему, в надежде добиться чего-нибудь совершенно иного. К марту 1993 года я уже был не против звучания Дэт-метала, а против звучания Блэк-метала.
— Варг Викернес в интервью журналу Guitar World.
Альбом был записан всего за 17 часов, во многом потому, что к тому времени Варг уже несколько раз прошёл через процесс записи альбома, и все технические тонкости стали привычны. Также Варг использовал уже находившуюся в студии барабанную установку, которую оставила какая-то группа, игравшая за день до записи, так что это сэкономило ему много времени. Все композиции были записаны с первого дубля за исключением «Jesus' Tod»; по словам Варга ему пришлось переписать партию баса заново, потому что он устал, только записав партии гитары.
Драм-машина не использовалась при записи альбома, однако барабаны были записаны при помощи клик-трека по причине того, что у Варга были трудности с поддержанием стабильного темпа. Клавишные на альбоме были добавлены с помощью различных секвенсоров.
Вступительная песня на Filosofem, «Dunkelheit», был первой песней, которую Викернес написал для проекта Burzum, а сама песня изначально называлась «Burzum». Она была записана в сентябре 1992 года для альбома Hvis lyset tar oss, но Викернес остался недоволен ею и перезаписал её для этого альбома шесть месяцев спустя. Согласно заявлению, сделанному Викернесом на сайте burzum.org, мастер-кассеты для версии «Burzum», предназначенной для Hvis lyset tar oss, были утеряны норвежской тюремной системой.

На самом деле, сначала я записал композицию "Dunkelheit" с "Filosofem" для альбома "Hvis Lyset Tar Oss", но у меня ничего не получилось. Композиция была хорошей, но запись была ужасной. В следующий раз я добился своего, благодаря иному звучанию, а также использованию метронома. По непонятной мне причине я записал первые три альбома без использования метронома. Поди пойми, почему.
— Варг Викернес в интервью журналу Guitar World.

## Музыка и художественное оформление альбома

«Высоко в горах поёт рожок» (1900 г.) кисти Теодора Киттельсена.

Filosofem отличается от предыдущих релизов Burzum относительно сильной эмбиентной частью и необычным звуковым рисунком. Также вокал уже не звучит жалобно, а из-за наложенного на запись дисторшна напоминает типичный скриминг в дарк-электро, которые имеют мало общего с пронзительным шрайком, характерным для Burzum в ранний период творчества. На данном альбоме Викернес продолжил экспериментировать с минимализмом, повторением и эмбиентной музыкой в рамках блэк-метала даже если общий темп (особенно смена аккордов на гитаре) остаётся низким для этого стиля музыки. Все композиции довольно длинные (самый короткий длится чуть более семи минут) и, как правило, состоят из очень небольшого количества музыкальных мотивов.
Первые три композиции на альбоме можно отнести к блэк-метал-жанру и они написаны в тональности ми минор. «Dunkelheit» содержит заметную мелодию в медленном темпе, исполняемую синтезатором, который находится поверх искажённых гитар и вокала. Изначально она была первой композицией Burzum, написанная Викернесом и предполагалось, что она будет на дебютной пластинке, но Викернес был недоволен качеством звука и через полгода перезаписал его. «Jesus' Tod», продолжительностью более восьми с половиной минут, в основном основана на вариациях одного риффа. Также темп композиции значительно вырос в сравнении с «Dunkelheit». «Erblicket die Töchter des Firmaments», также как и «Dunkelheit», выполнен в медленном темпе.
Инструментальная композиция «Rundgang um die transzendentale Säule der Singularität», выполненная в стиле эмбиент, по сути состоит из двух частей, каждая из которых состоит из почти неизменных клавишных пассажей, переходя от басового остинато к гармоническому остинато в середине произведения; это самая длинная композиция Burzum на сегодняшний день. «Gebrechlichkeit .i.» и «Gebrechlichkeit .ii.» дополняют друг друга, при этом «.i.» включает вокал и оставляет гитары на переднем плане; в то время как «.ii.» является инструментальным и вместо этого фокусируется на звуковых эффектах и клавишной мелодии на заднем плане из «.i.». Обе композиции выполнены в стиле между блэк-металом и дарк-эмбиентом.
Вот как сам Варг Викернес описывает музыку и лирику Filosofem:

В музыкальном плане: Шумные, тяжелые барабаны, более агрессивный вокал, доведенная до крайности монотонность. Музыка для уединения и «меланхоличных ночей». Музыка "завораживающая", гипнотическая. Время сбивает с толку.
Лирика: Похвала тьмы, царицы ночи, уважение к умершим язычникам, больше созерцания, презрение к дряхлости, двойственности; свет против тьмы, то, что когда-то было, надежда, презрение к миру, каким он является сегодня, Вотан.
— Варг Викернес в интервью журналу Genocide Productions.
Также как и на предыдущем релизе Викернес использовал в качестве художественного оформления рисунки норвежского художника-символиста Теодора Киттельсена (1857—1914 гг.). Данное изображение называется «Op under Fjeldet toner en Lur» (с норв. — «Высоко в горах поёт рожок»): на иллюстрации пастушка трубит в лур — берестяной рог наподобие трембиты. Также к альбому прилагался буклет, где были текста песен и пять так называемых «историй», проиллюстрированных другими картинами Киттельсена.

Альбом «Filosofem» во многом является продолжением альбома «Hvis Lyset Tar Oss», с добавлением некоторых норвежских народных сказок. Эти ограниченные и христианизированные народные сказки от позднего средневековья до XVIII века переосмыслены и связаны с концепцией альбома. Искусство Теодора Киттельсена было создано для визуализации этих народных сказок, поэтому они идеально подошли.
— Варг Викернес в интервью журналу Genocide Productions.

## Дальнейшие события и выпуск альбома

### Убийство Евронимуса
В начале 1993 года между Евронимусом и Викернесом, а также между Евронимусом и некоторыми участниками шведской блэк-металлической сцены возникла неприязнь.
Ночью 10 августа 1993 года Викернес зарезал Евронимуса в его квартире в Осло. Первоначально СМИ обвинили в убийстве шведских блэк-металлистов. Было высказано предположение, что убийство было результатом борьбы за власть, финансового спора по поводу записей Burzum (Евронимус задолжал Викернесу крупную сумму гонораров) или попытки «превзойти» убийство в Лиллехаммере, совершённое Фаустом. Викернес утверждает, что убил Евронимуса в целях самообороны. Он говорит, что Евронимус замышлял оглушить его электрошоковым оружием, связать и замучить до смерти во время видеосъёмки события. Викернес объясняет: «Если бы он говорил об этом всем и каждому, я бы не воспринял это всерьёз. Но он просто рассказал избранной группе друзей, и один из них рассказал мне». Он сказал, что Евронимус планировал использовать встречу по поводу неподписанного контракта, чтобы устроить ему засаду.
В ночь убийства Викернес и Снорре Рух поехали из Бергена в квартиру Евронимуса в Осло. Снорре стоял снаружи и курил, пока Викернес поднимался по лестнице в квартиру Евронимуса на четвёртом этаже. Викернес сказал, что встретил Евронимуса у двери, чтобы вручить ему подписанный контракт, но когда он вышел вперед и столкнулся с Евронимусом, Евронимус «запаниковал» и ударил его ногой в грудь. Викернес утверждает, что Евронимус побежал на кухню за ножом. Эти двое подрались, и Викернес зарезал Евронимуса до смерти. Его тело было найдено на лестничной клетке первого этажа с 23 ножевыми ранениями — двумя в голову, пятью в шею и 16 в спину. Викернес утверждает, что большинство ран Евронимуса были вызваны битым стеклом, на которое он упал во время борьбы. После убийства Викернес и Блэкторн поехали обратно в Берген. По дороге они остановились у озера, где Викернес избавился от своей окровавленной одежды.
Викернес был арестован 19 августа 1993 года в Бергене. 16 мая 1994 г. Викернес был приговорен к 21 году тюремного заключения (максимальное наказание в Норвегии) за убийство Евронимуса, поджог трех церквей, попытку поджога четвертой церкви, а также за кражу и хранение 150 кг взрывчатых веществ. Однако он признался только в последнем. В день вынесения ему приговора были сожжены две церкви, «предположительно в знак символической поддержки».

### Выпуск альбома
Так как мастеринг альбома не был завершён до того, как Викернес отправился в тюрьму, Пюттену (продюсеру и владельцу студии Grieghallen) пришлось возить Filosofem в тюрьму и обратно, чтобы закончить над ним работу совместно с Варгом.
Альбом был наконец выпущен в январе 1996 года на лейбле Misanthropy Records и собственном лейбле Викернеса Cymophane Productions в виде компакт-диска и на тройном LP. На вступительный трек был создан видеоклип, снятый Дэвидом Палцером. Съемки проходили согласно письменным инструкциям, присланным Викернесом из тюрьмы. Это монтаж различных, преимущественно природных мотивов – огня, облаков, гроз, лесов или валунов, описанных рунами. Видео заканчивается увеличением света, пробивающегося сквозь деревья. Клип транслировался под немецким названием «Dunkelheit» музыкальными телеканалами MTV и MTV2 (метал-шоу Headbanger's Ball) и VH1; также выпущен на кассете.

## Критический приём
| Оценки критиков | Оценки критиков |
| Источник        | Оценка          |
| --------------- | --------------- |
| AllMusic        | [ 24 ]          |
| Metal Hammer    | [ 25 ]          |

У Filosofem был относительно высокий успех продаж, что в основном связано с популярностью Викернеса. Отзывы были в основном положительные. Роберт Мюллер из Metal Hammer описал «Rundgang um die transzendentale Säule der Singularität» как «почти бесконечную клавишную композицию, в противоположность которой я не могу найти ничего стоящего» и что остальные «четыре лучшие песни Burzum на данный момент». Он поставил альбому пять баллов из семи. На сайте AllMusic рецензент Эдуардо Ривадавия дал оценку альбому 4 звезды из 5, отметив звучание гитар в стиле «жужжащей пилы», а также «весёлыми электронными мелодиями, увенчанный примерами уныло-бесстрастных повествований Викернеса и мучительных завываний». Подытожив, Ривадавия сказал о Викернесе следующее: «то, чего он достиг, было уникальным, хорошим и историческим в придачу, поскольку Filosofem продолжает фигурировать в числе самых знаковых работ в истории блэк-метала, несмотря на неоднозначную личную жизнь его создателя».

### Влияние
Filosofem считается начальной искрой для музыкального течения зарождающегося атмосферного блэк- и эмбиент-блэк-метала с противоположного направления. Такие группы, как Wolves in the Throne Room, а также Summoning и Shining, называют данный альбом в числе повлиявших на их творчество.

## Список композиций
Слова и музыка всех композиций — Варг Викернес;
Оригинальное винил-издание
| №                   | Название                                                                        | Альтернативное название                    | Длительность |
| ------------------- | ------------------------------------------------------------------------------- | ------------------------------------------ | ------------ |
| 1.                  | «Dunkelheit» (пер. «Тьма»)                                                      | «Burzum»                                   | 7:06         |
| 2.                  | «Jesus' Tod» (пер. «Смерть Иисуса»)                                             | «Jesu død»                                 | 8:40         |
| 3.                  | «Erblicket die Töchter des Firmaments» (пер. «Наблюдая дочерей небесной сферы») | «Beholding the Daughters of the Firmament» | 7:54         |
| Общая длительность: | Общая длительность:                                                             | Общая длительность:                        | 23:40        |

| №                   | Название                                     | Альтернативное название | Длительность |
| ------------------- | -------------------------------------------- | ----------------------- | ------------ |
| 1.                  | «Gebrechlichkeit .i.» (пер. «Хрупкость I»)   | «Decrepitude .i.»       | 7:53         |
| 2.                  | «Gebrechlichkeit .ii.» (пер. «Хрупкость II») | «Decrepitude .ii.»      | 7:53         |
| Общая длительность: | Общая длительность:                          | Общая длительность:     | 15:46        |

| №                   | Название | Альтернативное название                               | Длительность |
| ------------------- | --- | ----------------------------------------------------- | ------------ |
| 1.                  | «Rundgang um die transzendentale Säule der Singularität» (пер. «Путешествие вокруг трансцендентальных колонн сингулярности») | «Rundtgåing av den transcendentale egenhetens støtte» | 25:12        |
| Общая длительность: | Общая длительность: | Общая длительность:                                   | 25:12        |

| №                   | Название | Альтернативное название                               | Длительность |
| ------------------- | --- | ----------------------------------------------------- | ------------ |
| 1.                  | «Dunkelheit» (пер. «Тьма»)                                                                                                   | «Burzum»                                              | 7:06         |
| 2.                  | «Jesus' Tod» (пер. «Смерть Иисуса»)                                                                                          | «Jesu død»                                            | 8:40         |
| 3.                  | «Erblicket die Töchter des Firmaments» (пер. «Наблюдая дочерей небесной сферы»)                                              | «Beholding the Daughters of the Firmament»            | 7:54         |
| 4.                  | «Gebrechlichkeit .i.» (пер. «Хрупкость I»)                                                                                   | «Decrepitude .i.»                                     | 7:53         |
| 5.                  | «Rundgang um die transzendentale Säule der Singularität» (пер. «Путешествие вокруг трансцендентальных колонн сингулярности») | «Rundtgåing av den transcendentale egenhetens støtte» | 25:12        |
| 6.                  | «Gebrechlichkeit .ii.» (пер. «Хрупкость II»)                                                                                 | «Decrepitude .ii.»                                    | 7:53         |
| Общая длительность: | Общая длительность: | Общая длительность:                                   | 1:04:34      |

## Участники записи
- Варг Викернес (под псевдонимом Граф Гришнак) — вокал, гитара, бас-гитара, синтезатор, барабаны, аудио-эффекты, продюсирование;
- Эйрик «Пюттен» Хундвин — продюсирование;

## В массовой культуре
- Сокращенная версия «Rundgang um die transzendentale Säule der Singularität» включена в саундтрек к фильму Хармони Корин «Гуммо».
- Инструментальная композиция «Rundgang um die transzendentale Säule der Singularität» была семплирована американским хип-хоп продюсером Майком Уиллом для песни «Pussy Print» исполнителя Gucci Mane с участием Канье Уэста из девятого студийного альбома Mane Everybody Looking[32].
- Обложка альбома послужила примером для обложки альбома Канье Уэста и Ty Dolla Sign «Vultures»[33][34].

### Комментарии
1. ↑  При переиздании от Byelobog Productions в 2010 году это было изменено на Grieg Hall.
2. ↑  Позднее был опубликован трек-лист с норвежскими и английскими названиями песен, что соответствовало языкам текстов[31].